# Capo Arkona
Capo Arkona (in tedesco Kap Arkona) è un promontorio nell'isola di Rügen nel Meclemburgo-Pomerania Anteriore, in Germania, e costituisce la punta della penisola di Witte appena pochi chilometri a nord del parco nazionale di Jasmund. Prima della riunificazione tedesca, era il punto più settentrionale della Germania Est, sotto il nome Gellort.
Sul capo sono presenti due antichi fari, uno edificato nel 1827, l'altro nel 1902. Il primo è uno dei più vecchi fari ancora esistenti del Mar Baltico e venne costruito dal famoso architetto Karl Friedrich Schinkel.

## Storia
La fortezza-tempio di Arkona era il centro religioso e politico del principato slavo dei Rani. Il tempio, che era dedicato alla divinità Svetovid, ospitava un importante oracolo equino al tempo degli Slavi, quando era diffusa la credenza che uno stallone bianco potesse decidere pace e guerra.
Nel 1168 Arkona venne distrutta dagli invasori danesi (vedi Absalon). L'evento precedette la cristianizzazione forzata degli abitanti della regione.
Al giorno d'oggi è rimasta circa un quarto dell'antica fortezza, visto che il promontorio di gesso sulla quale venne costruita è stato lentamente eroso dal Baltico; attualmente sono in corso scavi finalizzati al suo recupero.
Il nome del promontorio è stato attribuito a un transatlantico tedesco, il Cap Arcona.